# خور دبی
خور یک پیش آمدگی رودخانه شکل است از خلیج فارس به داخل خاک دبی در امارات متحده عربی.
 خور دبی  شهر را به دو سوی اصلی با نام‌های بر دیره و بر دبی تقسیم کرده‌است.
نهایت این پیش آمدگی در منطقه‌ای به نام «ابوکِدرَه» در سر راه العویر و به شکل یک قلاب واقع شده و آن را راس الخور می‌نامند. در این قسمت خور کمی عریض تر است و دو قسمت جزیره مانند در آن واقع است که گاهی محل استراحت پرندگان مهاجر و مرغان دریایی است.

## معابر خور دبی
دو سوی خور «یعنی بردبی و دیره» توسط چهار گذر اصلی به هم متصل شده‌اند:
- پل مکتوم «جسر المکتوم» اولین معبر بین دو ضفهٔ خور، این پل در سال ۱۹۶۵ میلادی ساخته شده‌است واولین گذرگاه بین «دیره» و «بردبی» بوده‌است.
- تونل شندغه «نفق الشندغه» این تونل در سال ۱۹۷۳ میلادی ساخته شده‌است.
- پل قرهود «جسر القرهود» این پل در سال ۱۹۷۷ میلادی بنیان‌گذاری شده‌است.
- پل معبر خلیج تجاری «معبر الخلیج التجاری» این پل در سال ۲۰۰۷ میلادی ساخته شده‌است.

## عبره، قایق‌های تاریخی خور دبی
همچنین برای گذر از خور قایق‌های مسافربری به نام عبره به عربی « العَبرَة » روزانه به جمعیت زیادی خدمت رسانی می‌کنند. دو ایستگاه اصلی این قایقهای تاریخی در طرف کرانه خور قرار دارد که عبارت‌اند از:
 قسمت بردبی:
- ایستگاه: « السوق الکبیر »
- ایستگاه: « الشندغه »

 قسمت بر دیره :
- ایستگاه: « بندر طالب »
- ایستگاه: « السبخه »

کشتی‌های تفریحی و رستوران‌های آبی متعددی روزانه از سواحل خور مسافران خود را سوار و پیاده می‌کنند. همچنین لنج‌های بسیاری در منطقهٔ راس (الراس یا سر متصل به خلیج فارس خور) برای حمل بار به انتظارند یا مشغول بارگیری‌اند.

## جاذبه گردشگری
خور دبی  یکی از جاذبه‌های گردشگری امارت دبی به‌شمار می‌آید. در صبح بامداد اگر گذرتان به منطقه شندغه در کرانهٔ غربی خور دبی بیفتد، با چشم‌اندازهای زیبا و بالطافت، ونسیم سحر انگیز صبا رو برو خواهید شد، بازتاب پرتو آفتاب توسط آب برفراز آب‌های نیلگون خلیج فارس  و خور دبی، معمولاً چشم‌اندازهای زیبایی به وجود می‌آورد.
ساختمان‌های تاریخی «قریة التراث» وخانه‌های قدیمی مزین با دیکورهای گچ بری، وبادگیرهای مجلل منظره‌ای دل‌انگیز خاصی به خود دارد. در دهانه خور دبی کشتی‌های مختلف در حال حرکت هستند، ودخول وخروج کشتی‌های مختلف باری ومسافرتی از دهانه خور منظری بی نظیری به وجود آورده‌اند.
در سمت مغرب خور رستوران‌های متعدی وجود دارد که مأکولات مختلف به گردشگران تقدیم می‌کند. این رستوران‌ها در ناحیه‌ای که شندغه می‌نامند واقع شده‌است. از اماکن دیدنی شندغه در کرانه غربی خور دبی:
- دهکده میراثی، «قریة التراث»
- دهکده غوص، «قریة الغوص».
- خانه شیخ سعید، شیخ سعید بن مانع المکتوم، حاکم پیشین دبی، جد حاکم فعلی دبی شیخ محمد بن راشد آل مکتوم.
- خانه شیخ عبید بن ثانی، نخست وزیر شیخ سعید المکتوم.
- مساجد تاریخی شندغه.
- موزه اسکناس و تمبرهای تاریخی.

اما از سمت شرقی خور دبی: ساختمان‌های زیبا ومجلل، کتابخانه عمومی، هتل‌های مدرن پنج ستاره‌ای، بازارهای داروهای سنتی «سوق الاعشاب الطبیة»، بازارهای کالاهای مختلف، اسکلهٔ کشتی‌های باری و تجارتی در جانب خور، وایستگاه قایق‌های تاریخی که بیش از یک قرن در خور دبی فعالیت دارند و به نام «العَبرَه» معروف است، در این از جانب از خور واقع شده‌است.